# آلفرد نیومن (معمار)
آلفرد نیومن (انگلیسی: Alfred Neumann؛ ۲۶ ژانویه ۱۹۰۰ – October 23, 1968) معمار، استاد دانشگاه، و آموزگار اهل اتریش-مجارستان بود.